# Maritime-Central-Airways-Flug 315
Der Maritime-Central-Airways-Flug 315 war ein interkontinentaler Charterflug am 11. August 1957 vom Flughafen London Heathrow zum Flughafen Toronto-Pearson mit Zwischenstopps auf dem Flughafen Keflavík und dem Goose Bay Airport. An diesem Tag verlor die Besatzung einer Douglas DC-4 der Maritime Central Airways die Kontrolle über ihre Maschine, die daraufhin abstürzte. Bei dem Unfall starben alle 79 Personen an Bord. Es handelte sich zu diesem Zeitpunkt um den schwersten Flugunfall in Kanada. Der Unfall ist bis heute der zweitschwerste Flugunfall mit einer Douglas DC-4.

## Flugzeug
Das Flugzeug war eine 1944 während des Zweiten Weltkrieges als Militärversion C-54B-15-DO im Werk der Douglas Aircraft Company in Santa Monica, Kalifornien gebaute Douglas DC-4 mit der Werknummer 18374, die nach ihrer Endmontage am 13. Oktober 1944 mit dem militärischen Luftfahrzeugkennzeichen 43-17174 an die United States Army Air Forces (USAAF) ausgeliefert wurde. Nach ihrem Dienstende beim Militär ging die Maschine zum 1. Dezember 1945 an die Douglas Aircraft Company zurück und wurde daraufhin in eine zivile DC-4 umgebaut. Am 9. April 1946 übernahm die United Air Lines die Maschine, welche sie mit dem Luftfahrzeugkennzeichen N30047 wieder zugelassen und ihr den Taufnamen Mainliner Lake Tahoe gegeben hatte. Nach Betriebsende übernahm zum 30. Juni 1954 die Lee Aero Leasing Corp. die Maschine. Noch im selben Jahr ging die Maschine mit dem neuen Kennzeichen CF-HVL an die Quebecair, im Jahr 1956 ließ dann die Maritime Central Airways die DC-4 mit ihrem letzten Kennzeichen CF-MCF zu. Das viermotorige Langstreckenflugzeug war mit vier Sternmotoren des Typs Pratt & Whitney R-2000-2SD-13G Twin Wasp ausgestattet.

## Passagiere und Besatzung
Den Flug auf dem betroffenen Flugabschnitt hatten 73 Passagiere angetreten, darunter zwei Kleinkinder. Es befand sich überdies eine sechsköpfige Besatzung an Bord der Maschine, bestehend aus einem Flugkapitän, einem Ersten Offizier und vier Flugbegleitern. Der Flugkapitän verfügte über 13.500 Stunden Flugerfahrung, wovon er 2.000 Stunden bei der Maritime Central Airways und 1.000 Stunden im Cockpit der Douglas DC-4 abgeleistet hatte. Er war in der Vergangenheit in einen anderen Flugunfall verwickelt gewesen und wurde daraufhin verschiedenen medizinischen Untersuchungen unterzogen, die ihn als flugtauglich auswiesen.

## Flugverlauf und Unfallhergang
Die Maschine startete am 10. August um 20:48 Uhr Ortszeit in London. In Keflavík wurde ein 66-minütiger Zwischenstopp zur Betankung eingelegt. Um 05:12 Uhr startete die Maschine zum Weiterflug. Nachdem die Piloten den Wetterbericht für Montreal erhalten hatten, teilten sie der Flugsicherung in Goose Bay um 10:20 Uhr Ortszeit mit, dass sie den Flughafen überfliegen und bis nach Montreal weiterfliegen würden. Um 12:03 Uhr – und damit 19 Minuten vor dem Zeitplan – wurde Goose Bay überflogen, um 13:58 Uhr Ortszeit Sept-Îles und Québec um 14:07 Uhr Ortszeit. Die Besatzung schätzte die Ankunft in Montreal auf 15:02 Uhr. Um 14:10 Uhr wies die Funkzentrale in Quebec die Besatzung an, die Funkzentrale in Montreal zu kontaktieren. Dies war der letzte Funkverkehr zur Unfallmaschine.
Die Maschine flog in einer Höhe von 6.000 Fuß, als sie in eine Gewitterzelle mit Cumulonimbuswolken, Regen und starken, böigen Winden einflog. Hierbei ging die Kontrolle über die Maschine verloren. Die Douglas ging in einem unkontrollierten Sturzflug zu Boden. Der Aufprall erfolgte aus einer nahezu vertikalen Fluglage bei einem Nickwinkel von −70 Grad, mit einer leicht nach unten ausgerichteten linken Tragfläche und einer Geschwindigkeit von mehr als 200 Knoten. Bei dem Aufprall um 14:15 Uhr starben alle 79 Insassen der Maschine.

## Ursache
Die Unfalluntersuchung ergab, dass die Unfallursache ein Kontrollverlust beim Durchfliegen einer Zone mit Turbulenzen gewesen war. Hierbei sei es zu einer Ereigniskette gekommen, welche schließlich zu einem völligen Kontrollverlust und dem Aufprall der Maschine in einer nahezu vertikalen Fluglage führte.
Festgestellt wurde auch, dass die Besatzung zum Unfallzeitpunkt bereits 22 Stunden und 42 Minuten ununterbrochen im Dienst war und Übermüdung daher nicht ausgeschlossen werden konnte.